# Štepanja vas
Štepanja vas je ljubljanski predel, ki leži pod Golovcem in ob Gruberjevem kanalu vzhodno od centra v Četrtni skupnosti Golovec. Središče je južno od pokopališča in cerkve sv. Štefana. Preko Štepanje vasi potekata Kajuhova ulica in Litijska cesta. S središčem mesta je predel povezan z rednimi mestnimi avtobusnimi linijami št. 5, N5, 9 in 13, s Kodeljevim in z Bizovikom je povezana z linijo št. 24.